# 이반 골루노프
이반 발렌티노비치 골루노프(러시아어: Ива́н Валенти́нович Голуно́в; 1983년 1월 19일 출생)는 러시아의 탐사보도 기자이자 반부패 기자로 현재 독립 언론사인 메두자에서 근무하고 있다.
그는 2019년 6월 모스크바 시 경찰에 의해 마약 관련 범죄 혐의로 체포되면서 대중의 관심을 받았다. 그는 나중에 이 사건이 골루노프의 부패 조사를 침묵시키기 위해 조작된 것이라는 대중의 광범위한 항의로 풀려났다. 골루노프의 체포는 러시아 인터넷 및 소셜 미디어 커뮤니티에서 많은 관심을 끌었으며 경찰의 권력 남용에 대한 비판을 촉발했다.

## 초기 생활 및 경력
베프스인 혈통의 이반 골루노프는 1983년 1월 19일 모스크바에서 태어났다. 그는 모스크바 국제 영화 학교 1318번에서 공부했으며 1990년대 후반 노바야 가제타에서 인턴십을 마쳤다. 그 후 잡지 아피샤에서 교외 가이드를 작성했으며 2003년부터 2005년까지 베도모스티에서 일했다. 그 후 한동안 포브스에 있다가 2008년에 베도모스티로 돌아왔다. 2009년에 그는 슬론의 기자로 일하기 시작했고, 2012년에는 TV 레인 채널에 합류했다. 그는 2014년에 RBK와 협력하기 시작했다. 2016년부터는 온라인 미디어 메두자의 특별 특파원으로 활동하고 있다.
메두자에서 일하는 동안 골루노프는 러시아 사회의 부패에 관한 여러 기사를 썼다. 그 중에는 모스크바의 사채업자들을 다룬 "퇴거자들"과 모스크바 시장실의 부패와 부동산 재산 취득을 폭로한 "펜트하우스 가족"이 있었다. 다른 조사에는 논란이 많은 수십억 루블 규모의 돌꽃 분수 복원에 대한 '대충 칠해진 값싼 가짜', 그리고 국가 자산 교환과 대통령 기관과의 연관성을 다룬 '음악가들은 침묵하고 두려워한다'가 포함되었다. 2017년에 발표된 그의 기사 "관, 묘지, 수천억 루블"은 러시아 장례 산업의 범죄와 부패를 조사했다. 그는 이 작업으로 레드콜레기아 상을 두 번 수상했다. 첫 번째는 2017년 10월에 동료 기자 알렉산드르 보르젠코, 알렉산드르 고르바초프 (기자), 그리고 다닐 투로프스키와 함께 "기독교 국가는 존재하지 않는다. 그러나 그 뒤에는 아마도 FSB가 있다"라는 기사로 수상했으며, 두 번째는 2018년 8월에 "관, 묘지, 수천억 루블"로 수상했다. 2019년 체포 당시 그는 이 후속 연구를 위해 모스크바의 장례 사업과 모스크바 시의 러시아 연방보안국(FSB) 부서 간의 연관성을 조사하고 있었으며, 체포 당일에 이 기사의 초안을 제출했다.

## 체포 및 기소

### 체포

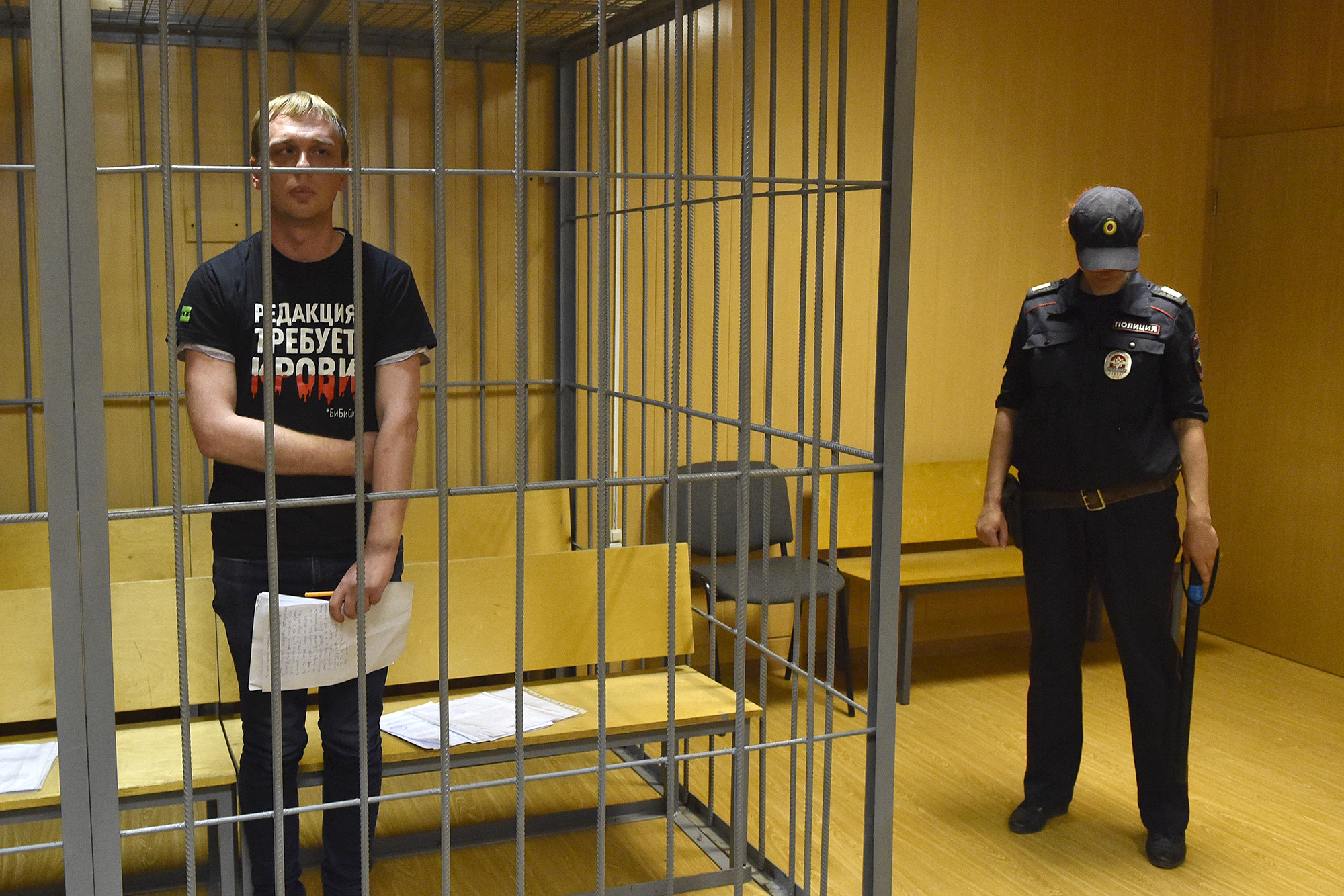
2019년 6월 8일 니쿨린스키 지방 법원에 출석한 골루노프

2019년 6월 7일, 골루노프는 모스크바 시 경찰에 의해 마약 관련 범죄 혐의로 체포되었다. 골루노프의 동료와 친구들은 이 사건이 조작되었으며 기소는 주로 골루노프의 부패 조사 때문이라고 믿는다고 밝혔다. 골루노프를 공개적으로 옹호한 인물로는 알렉세이 나발니, 블라디미르 포즈너, 유리 솁추크, 젬피라, 알렉세이 베네딕토프, 빅토르 마티젠, 빅토르 셴데로비치, 안나 나린스카야, 크세니야 솝차크, 보리스 그레벤시코프, 드미트리 무라토프, 안드레이 즈뱌긴체프, 레오니드 파르피오노프, 그리고리 야블린스키, 옥시미론, 그리고 다른 많은 기자, 예술가, 공인들이 있었다. 러시아의 3대 신문사인 콤메르산트, 베도모스티, RBK는 "나는 / 우리는 이반 골루노프다"라는 제목의 공동 사설을 게재했다.
골루노프의 체포 당시, 모스크바 및 다른 도시와 지역의 관리 및 사업가들의 부패에 대한 골루노프의 수십 편의 작품(러시아어)이 공개되었으며, 이 사건에 대한 대중의 인식을 높이기 위해 재인쇄 및 배포가 허용되었다.
골루노프의 체포와 아파트 수색에 대한 보도자료에서 경찰은 마약 제조실을 보여주는 8장의 사진을 포함한 일련의 사진을 공개했다. 이 사진들은 경찰과 연결된 텔레그램 메신저 채널을 통해 널리 유포되었다. 곧 경찰은 이 사진들이 용의자의 아파트에서 찍힌 것임을 공식적으로 확인했다. 그러나 그들은 나중에 오류가 발생했으며 단 한 장의 사진만 실제로 골루노프의 아파트에서 찍혔음을 인정했다.
6월 8일, 골루노프는 8월 7일까지 가택 연금을 선고받았다.

### 석방

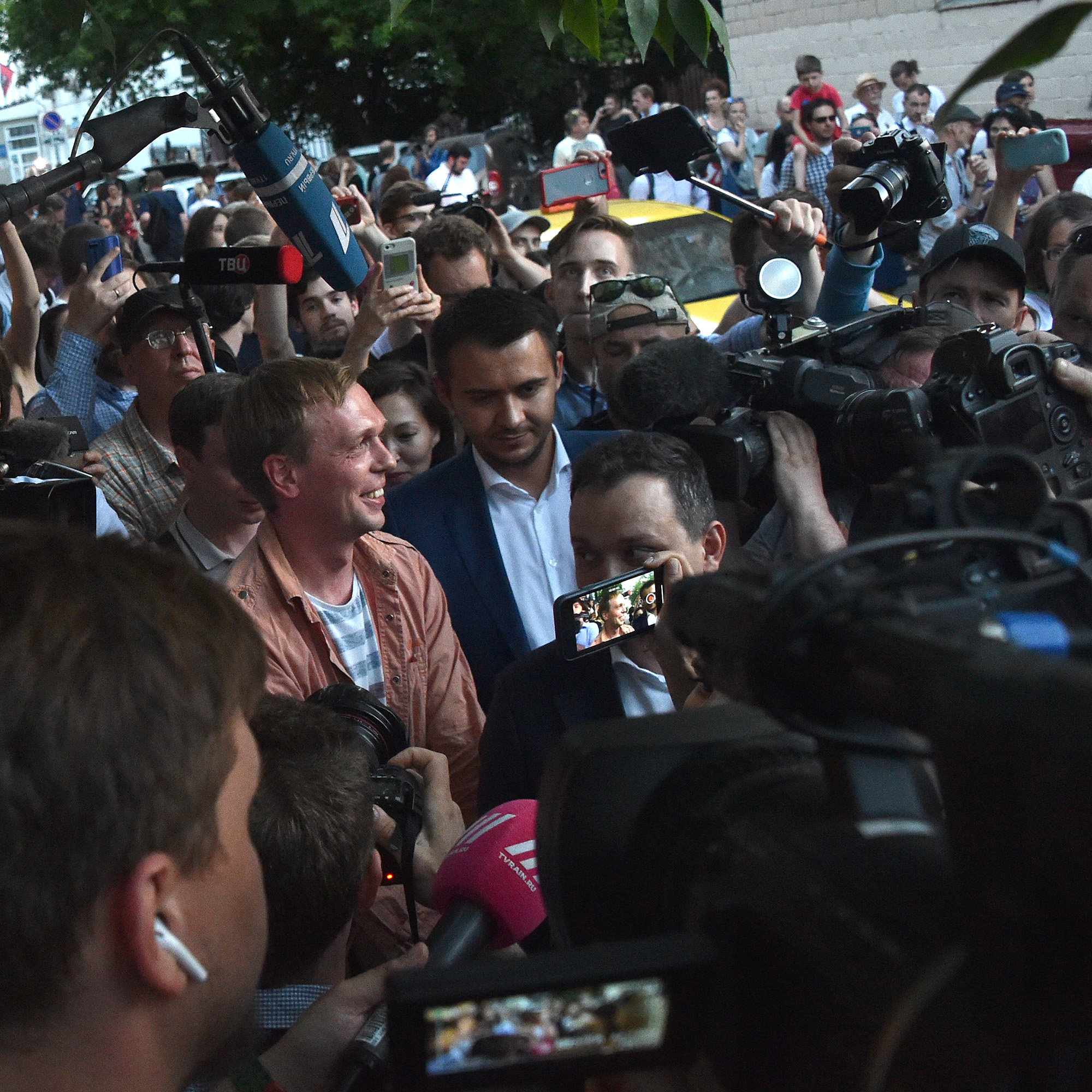
2019년 6월 11일 모스크바 러시아 내무부 수사본부 건물에서 나온 골루노프

2019년 6월 11일, 비영리 단체 반부패 재단은 골루노프 박해의 배후를 러시아 러시아 연방보안국(FSB) 관계자, 특히 모스크바 지부장과 연결시키는 조사를 발표했다. 같은 날, 골루노프는 석방되었고 모든 혐의에서 벗어났다. 거의 동시에 2018년에 체포된 러시아 인권 운동가 오유브 티티예프도 다른 러시아 법원에서 석방되었다.
골루노프의 석방에도 불구하고, 6월 12일 모스크바에서 그를 지지하는 계획되었으나 허가되지 않은 집회가 열렸다. 시위대는 범죄 사건 조작에 연루된 자들을 처벌할 것을 요구했다. 진압 경찰은 시위대를 공격했다. 정치 운동가 알렉세이 나발니와 독일 잡지 슈피겔의 직원을 포함한 수백 명의 사람들이 구금되었으며, 많은 러시아 언론인들도 포함되었다.

### 후속 수사
골루노프가 석방된 지 약 6개월 후, 전직 경찰관 5명이 그의 사건 조작 혐의로 기소되었다. 2021년 5월 21일, 전직 경찰관 5명은 5년에서 12년의 징역형을 선고받았다. 또한 법원은 그들 각자에게 골루노프에게 13,600달러(당시 100만 루블)를 배상하라고 명령했다. 골루노프가 일하는 메두자 언론사는 경찰관들의 형량에 대해 회의적인 입장을 표명했다. 메두자는 정의가 원래 범죄를 지시한 사람들에게 도달하지 못했다고 믿는다.
2023년 7월, 골루노프는 러시아 내무부가 2022년 12월 모스크바 시 법원의 판결에 따라 자신에게 150만 루블의 손해배상금을 지급했다고 밝혔다.

## 같이 보기
- 러시아의 언론 자유
- 러시아의 인권
- ru:Дело Ивана Голунова, 이반 골루노프 사건

## 내용주
1. ↑  이 반응은 단합하기 어려웠을 매우 다양한 인물들을 포괄했다.[4][3][5][6][7][8][9][10][11][12]
2. ↑  당시 이 작품들은 크리에이티브 커먼즈 라이선스에 따라 무료로 이용 가능했다.[38][39]